# Arvicanthis nairobae
Arvicanthis nairobae — вид гризунів родини мишових (Muridae). Поширений в північній Танзанії та центрально-південній Кенії. Записи про його появу в північній Кенії та південній Ефіопії сумнівні та потребують подальшого дослідження. Мешкає у саванах на висоті до 2000 м над рівнем моря.

## Опис
Гризун середнього розміру з довжиною голови і тіла від 110 до 168 мм, довжиною хвоста від 90 до 128 мм. Хутро грубе. Верхня частина тіла сіро-коричнева, на спині темніша, на боках світліша, знизу з червонуватими відблисками. Черевні частини білі. Тильні сторони лап схожі на колір спини. Вуха короткі, широкі, округлі і вкриті дрібними сіро-коричневими волосками. Хвіст коротший за голову і тулуб, зверху чорнуватий, знизу світло-палевий і покритий дрібним волоссям. Каріотип 2n=62 FN=78.